# حلق بي إلى القمر (فلم 2024)
حلق بي إلى القمر (بالإنجليزية: Fly Me to the Moon) هو فيلم دراما كوميدي رومنسي أمريكي صدر في 8 يوليو 2024، من إخراج جريج بيرلانتي وَمن سيناريو روز جيلروي ‏، استنادًا إلى قصة كتباها بيل كيرستين وَكينان فلين. بطولة تشانينج تاتوم وَسكارليت جوهانسون وَ جيم راش وَ راي رومانو وَوودي هارلسون. تتمحور القصة حول العلاقة بين كول ديفيس، مدير الإطلاق في وكالة ناسا، وكيلي جونز، خبيرة التسويق، بينما يتعاونان معًا، تتولى كيلي الجزء الأكبر من مهمة تزييف الهبوط على سطح القمر، في حين يقود كول الفريق لتحقيق الهبوط الفعلي على القمر.

## القصة
في 25 مايو 1961، وَفي سياق السباق الفضائي بين الولايات المتحدة وَالاتحاد السوفيتي خلال الستينيات، أعلن الرئيس الأمريكي جون كينيدي عزم الولايات المتحدة على أن تكون أول دولة تنجح في إنزال إنسان على سطح القمر قبل نهاية العقد. وقد استغرق برنامج أبولو، وَهو مشروع وطني، نحو ثماني سنوات لتحقيق هذا الهدف.
بمساعدة رفيقتها روبي، تعمل كيلي جونز كمديرة إعلانات ذكية وَمُراوِغة في أواخر عام 1968، وَتستخدم جاذبيتها وَحيلها لجذب صناع القرار الذكور في الشركات الكبيرة. يعرضُ عليها مو بيركوس، وَهو عميل سري في حكومة الرئيس ريتشارد نيكسون، منصباً لإعادة تنظيم قسم العلاقات العامة في وكالة ناسا، الذي كانَ يعاني من سُمعة سيئة ونقص في التمويل خلال سباق الفضاء بسبب فاجعة أبولو 1. توافق كيلي بإكراه بعد أن يهددها مو بكشف هويتها كمحتالة استخدمت أسماءً مختلفة طوال حياتها. تنتقل إلى كوكاو بيتش بولاية فلوريدا مع روبي.
في أولى لياليها في كوكاو بيتش، التقى كول ديفيس، مدير الإطلاق في مركز كينيدي للفضاء، بكيلي في أحد المطاعم القريبة بالصدفة، حيث تبادلا النظرات لدرجة أنَ كيلي لم تنتبه أن مذكرتها تشتعل بسبب نيران الشمعة على الطاولة، يلاحظُ كول ذلك وَسرعانَ ما يخبرها أنها تشتعل (لغويًا بالإنجليزية You're on fire) ظنّا منها أنهُ يقومُ بالإطراء عليها فيبادرُ إلى إطفاء النار بسترته، رغمَ ذلك بادرها بالإطراء على جمالها. في اليوم التالي، يكتشفُ كول، وسط دهشتهِ، أنَّ كيلي قد انضمت حديثًا لفريق العلاقات العامة في المركز. يتميز كول بكونه محاربًا مُخضرمًا قديمًا في الحرب الكورية وَقد وجد نفسه سريعًا في صدام فكري معَ كيلي، التي تسعى إلى إحياء الشغف باستكشاف الفضاء عبر تبني استراتيجيات حديثة تعتمد على الدعايات التجارية وَتوظيف ممثلين للعب أدوار مسؤولي وَعلماء ناسا وَمنهم كول. حسبَ وجهة نظر كيلي، تعدُ هذه الاستراتيجية وسيلة لتحقيق الأرباح للوكالة وَضمان استدامتها، في حين يرى كول أن هذا النهج يتعارض مع القيم الأخلاقية وَالأصيلة التي أسِسَت عليها الوكالة، معتبرًا ذلك خيانة لمبادئها وَرسالتها في نشر العلم وَالمعرفة.
بينما يُرتّبُ كول لعملية الإطلاق المنتظر لمهمة أبولو 11، التي ستسجل أول هبوط بشري على سطح القمر، تسعى كيلي لزيادة اهتمام الجمهور بوكالة ناسا، مِما يحفز الكونغرس على زيادة التمويل للوكالة. وَبينما يرفضُ كول اقتراح كيلي بتركيب كاميرا تلفازية على متن وحدة الهبوط القمرية لبث الحدث التاريخي، معتبرًا ذلك غيرَ عملي بسبب الحرارة وَالبرودة الشديدين للقمر، يرى مو في الاقتراح فكرة جديرة بالتنفيذ وَيأمر كول بتنفيذه لأنهُ أمر من السلطات العليا. بأسلوب خفي، يواصل مو ممارسة الضغوطات على كيلي وَيكلفها بمهمة بديلة بتصوير هبوط زائِف داخلَ استوديو تصوير بِمستودع تابع لناسا، ليتمَ بثه في حالة فشل الهبوط الحقيقي. كما يشدّدُ على ضرورة أن يظل كول غير مطلع على هذا الهبوط الزائف، الذي أطلق عليهِ اسم "مشروع أرتيميس". تُباشرُ كيلي بادارة عملية الإخراج بمساعدة روبي وَالمخرج التجاري لانس فيسبيرتين. باختيار أشخاص من العملاء السريين الذينَ جعلهُم مو في خدمة كيلي، لتجسيد أدوار رواد الفضاء في البث التلفزيوني.
يُكفُ مو كل من كيلي وَكول بمهمة كسب دعم أعضاء الكونغرس الرئيسيين لمنع سحب التمويل. وَمع استمرارهم في العمل معًا، تزداد علاقتهما قُربًا. كانَ السيناتور هيدجز منفتحًا على تغيير صوتهِ، لكنه طلبَ من كُول أن يُجري مقابلة معَ وكالة أنباء محلية. كانَ كول متخوفًا من ذلك لكنَ كيلي وعدتهُ بأنّ المُقابلة لن تتطرقَ إلى أسئلة عن مهمة أبولو 1 غيرَ أنّ أثناءَ المقابلة، طرح المذيع أسئلة حولَ الحادِثة بشكلٍ مُستفز، مما أثار غضب كول وَأدى إلى خروج المقابلة عن مسارها. نتيجة لذلك، سحبَ هيدجز دعمه، وَأدى هذا إلى وضع حرج لتمويل المهمة مما أدى إلى استياء كيلي مِن كول أيضًا بسبب عدم تحكمه في مشاعره. لإصلاح الوضع، أقنع كول كيلي بالسفر معه على متنِ جيني إلى لويزيانا لعشاءٍ معَ السيناتور فانينغ، وَهو مسيحي محافظ يعتقدُ أن استكشاف الفضاء يتعارضُ مع إرادة الله. قدمَ كول تفسيراً مؤثرًا حولَ توافُق العلم وَالدين وَأخبرهُ أنّ المهمة وَلاسيما تصويرها على المُباشر لن يزيدَ الناسَ إلا إيمانًا بعظمة الخالِق، مما أقنع فانينغ بتغيير موقفه. خلال رحلة العودة، وبعد الاستمتاع بجولة ترفيهية بالطائرة في أجواء ليلية، يتبادلُ كول وَكيلي قُبلة.

## طاقم الفيلم
- سكارليت جوهانسون بدور كيلي جونز[6]
- تشانينج تيتوم بدور كول ديفيس[6]
- وودي هارلسون بدور مو بيركوس
- راي رومانو بدور هنري سمالز
- جيم راش بدور لانس فيسبيرتين
- آنا غارسيا بدور روبي مارتن
- دونالد إليز واتكينز بدور ستو برايس
- نوح روبينز بدور دون هاربر
- كريستيان كليمنسون بدور والتر
- كولين ووديل بدور بز ألدرن
- نيك ديلنبورغ بدور نيل آرمسترونغ
- كريستيان زوبر بدور مايكل كولينز
- جين جونز بدور السيناتور هوب
- جو كرست بدور السيناتور فانينغ
- ستيفاني كورتزوبا بدور جولين فانينغ
- كولن جوست بدور السيناتور كوك
- بيتر جاكوبسون بدور تشاك ميدوس
- فيكتور جاربر بدور السيناتور هيدجز (لم يُدرَج في شارة نهاية الفيلم)[7]

## الإنتاج
في مارس 2022، أعلنت استوديوهات أبل عن شراء حقوق إنتاج فيلم مستوحى من سباق الفضاء، والذي كان يُعرف آنذاك بعنوان "مشروع أرتيميس"، بمبلغ يزيد عن 100 مليون دولار. كما أُعلِنَ عن أن سكارليت جوهانسون وَكريس إيفانز سيكونان في البطولة، وَأن جيسون بيتمان سيتولى الإخراج. وفي مايو، صرّح بيتمان بأن عنوان الفيلم "مشروع أرتيميس" قد يتغير. في الشهر التالي، انسحب من المشروع بسبب اختلافات فنية. وحل جريج بيرلانتي مكانه، مما يجعله أول عمل إخراجي له منذ فيلم "مع حبي، سيمون" لعام 2018.
استندت كاتبة السيناريو روز جيلروي إلى كتاب "تسويق القمر" في عملية الكتابة، وصرحت بأنه يركز على "الإعلانات الأصلية المستخدمة وَكيف نُسِجَ الخيال العلمي في ذهن الجمهور الأمريكي"، مضيفةً أن الكتب والأفلام ساعدتها في الاطلاع على جميع أساليب التسويق لمهمة أبولو 11.
بسبب حاجة المشروع لمخرج جديد وَجدولة العمل المتغيرة، اضطر إيفانز للانسحاب، وَفي يوليو بدأت مفاوضات مع تشانينج تيتوم ليحل محله. في سبتمبر، انضم جيم راش إلى فريق التمثيل. في الأشهر التالية، انضم كل من راي رومانو وَآنا غارسيا وَوودي هارلسون إلى الطاقم

## الاستقبال

### شباك التذاكر
حقق فيلم "حلق بي إلى القمر" إيرادات بلغت 20.5 مليون دولار في الولايات المتحدة وَكندا، وَ21.5 مليون دولار في أماكن أخرى، ليصل مجموع إيراداته العالمية إلى 42 مليون دولار.
في الولايات المتحدة وَكندا، صدر فيلم "حلق بي إلى القمر" بالتزامن مع فيلم "Longlegs"، وَكان من المتوقع أن يحقق حوالي 12 مليون دولار من 3,356 دار عرض في عطلة نهاية الأسبوع الأولى. حقق الفيلم حوالي 4.5 مليون دولار في اليوم الأول، منها 875,000 دولار من العروض المسبقة ليلة الخميس. لم يحقق الفيلم الأداء المتوقع خلال عطلة نهاية الأسبوع الافتتاحية، حيث حصل على 9.4 مليون دولار من شباك التذاكر في الولايات المتحدة وَ9 مليون دولار من 52 دولة في الخارج. في عطلة نهاية الأسبوع الثانية، حقق الفيلم حوالي 3.3 مليون دولار، محتلا المركز السادس.

### الجوائز
| الجائزة                    | تاريخ الاحتفال | التصنيف       | المرشح       | النتيجة | المراجع       |
| -------------------------- | -------------- | ------------- | ------------ | ------- | ------------- |
| جوائز العرض الدعائي الذهبي | 30 مايو 2024   | أفضل كوميديا  | "Connection" | رُشِّح     | [ 24 ] [ 25 ] |
| جوائز العرض الدعائي الذهبي | 30 مايو 2024   | أفضل رومانسية | "Connection" | رُشِّح     | [ 24 ] [ 25 ] |

## وصلات خارجية
- مقالات تستعمل روابط فنية بلا صلة مع ويكي بيانات